# Будьков
Будьков (укр. Будьків) — село в Давыдовской сельской общине Львовского района Львовской области Украины.
Население по данным 2024 года составляло 537 человек. Занимает площадь 1,216 км². Почтовый индекс — 81154. Телефонный код — 3230.